# COVID-19-app

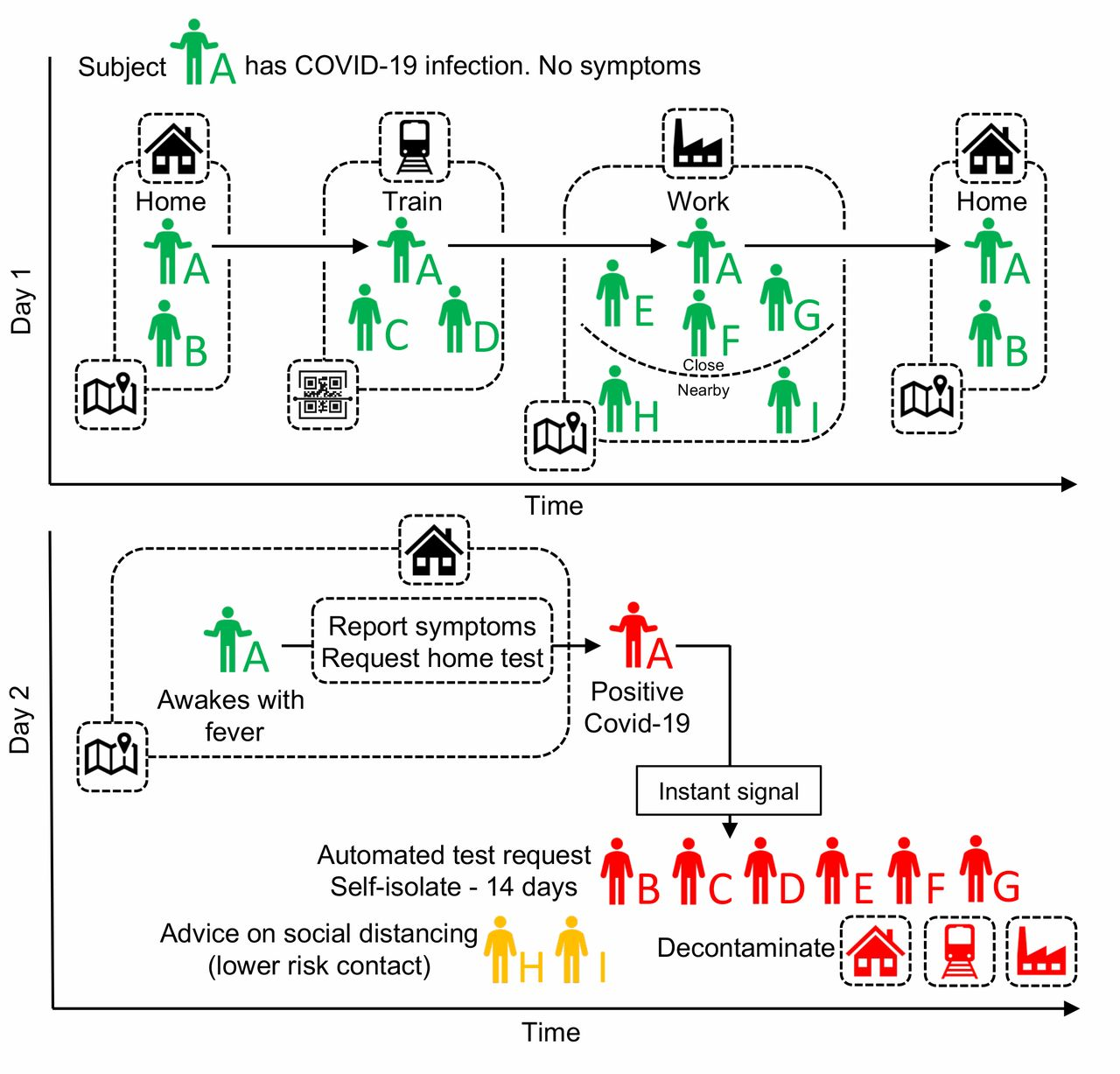
Een schema van app-gebaseerde COVID-19 contacttracering

Een COVID-19-app of "corona-app" is een mobiele software-applicatie die is ontworpen als hulpmiddel bij het bestrijden van de coronapandemie.
Er zijn twee soorten corona-apps. Corona-waarschuwingsapps zijn bedoeld om automatisch de nabijheid van andere app-gebruikers te registreren. Die informatie kan helpen om in het geval van een vastgestelde infectie personen te waarschuwen die mogelijk besmet zijn. Dergelijke apps werden voor het eerst ontwikkeld in het voorjaar van 2020. Corona-toegangsapps zijn in eerste instantie ontworpen als 'tijdelijk instrument' voor het tonen van een negatieve testuitslag als coronatoegangsbewijs voor evenementen. Later werd het ook mogelijk om met deze apps een vaccinatiebewijs te tonen.

## Corona-waarschuwingsapps

### Techniek
Technisch bestaan deze corona-apps uit verschillende onderdelen: een methode om de nabijheid van andere telefoons te detecteren, een voorziening in het besturingssysteem van de telefoon waardoor een app gebruik kan maken van die methode, een protocol om de noodzakelijke informatie aan andere gebruikers door te geven, en de gebruikersinterface.
De nabijheid wordt vastgesteld via Bluetooth; de telefoonhardware kan de signaalsterkte daarvan precies vaststellen. Deze neemt op een afstand van enkele meters meetbaar af en is zo een indicatie van nabijheid. Locatiedata op basis van wifi, gsm, en gps zijn te onnauwkeurig en onvoldoende overal voorhanden.
Het continue gebruik van Bluetooth verhoogt het stroomgebruik en het besturingssysteem van de telefoon moet dit mogelijk maken. iOS en Android werden daarvoor aangepast.

#### Functionele eisen
Naast het vastleggen van mogelijke besmettingscontacten, moet de app aan die contacten ook kunnen meedelen dat zijn bezitter besmet is. Daarvoor zijn communicatieprotocollen nodig. Tegelijk is het uit privacy-overwegingen niet wenselijk, dat de app bekend maakt wie besmet zou kunnen zijn of meer algemeen locatie-informatie van de gebruiker bewaard. Valse alarmen moeten worden voorkomen.

#### Decentralized Privacy-Preserving Proximity Tracing (DP-3T)
Het communcatieprotocol DP-3T (Decentralized Privacy-Preserving Proximity Tracing: gedecentraliseerd privacybehoudend volgen van nabijheid) gebruikt unieke digitale sleutels om de identiteit van gebruikers en al hun contacten te beschermen.
Via bluetooth ontvangt de app de versleutelde identificatie van apps in de directe omgeving. Tezamen met tijd, datum en signaalsterkte worden deze lokaal opgeslagen. Op een centrale plek kan de app opvragen, welke versleutelde identificaties besmet zijn en deze op de telefoon vergelijken met de uitsluitend in de telefoon opgeslagen contactgegevens om dan zo nodig de gebruiker te waarschuwen. Omgekeerd kan een besmette gebruiker van de gezondheidsautoriteiten een code krijgen, waarmee zijn app zijn versleutelde identificatie op een centrale plek kan achterlaten, waar andere apps deze kunnen vinden. Na veertien dagen worden de verouderde gegevens gewist. De ontwikkeling van dit model werd geleid door de Technische Universiteit van Lausanne. en volledig opengesteld voor geïnteresseerden.
Dit protocol vermijdt alle gevaren die met een centrale opslag gepaard gaan.

#### Pan-European Privacy-Preserving Proximity Tracing (PEPP-PT)
Pan-European Privacy-Preserving Proximity Tracing, afgekort PEPP-PT, is een protocol dat is voorgesteld door een aantal Europese instituten. In tegenstelling tot het DP-3T model maakt PEPP-PT gebruik van een centrale server die de anonieme sleutels genereert en de risico-berekeningen uitvoert. Deze elementen worden hevig bekritiseerd omdat de beheerder van de server zo een groot aantal gegevens van anonieme gebruikers in handen krijgt, en met hulp van andere gegevens een goede kans zou maken deze te kunnen herleiden tot echte personen. Verder kan de server, die de ID's genereert, in principe labels in de ID verstoppen die anderen kunnen herkennen.
Een ander verschil is dat PEPP-PT in geval van een besmetting de ontvangen ID's naar de server stuurt, terwijl bij DP-3T de eigen ID's worden gepubliceerd, waarop de telefoons van de mogelijk besmette personen zelf kunnen achterhalen dat ze betrokken zijn.

#### API van Apple en Google
Apple en Google hebben hun besturingssystemen Android en iOS aangepast om contacttracering op basis van bluetooth te verbeteren. Daarvoor hebben zij een API ontworpen waar apps van volksgezondheidsorganisaties gebruik van kunnen maken. Net als het DP-3T model werkt deze API decentraal: data worden uitsluitend lokaal opgeslagen.

## Per land

### Nederland
In augustus 2020 kwam de Nederlandse corona-waarschuwingsapp beschikbaar. 
In maart 2021 kwam de Nederlandse corona-toegangsapp beschikbaar.

### België

#### Coronalert
Op 23 september 2020 kondigde de Belgische overheid de lancering aan van Coronalert, een Belgische app die via een overheidsopdracht is ontwikkeld door twee softwarebedrijven (DevSide en Ixor), op basis van de Duitse Corona-Warn-App. De app respecteert de privacy volgens de DP3T-standaard en de Exposure Notification-technologie van Apple en Google. In november 2022 werd de app gedeactiveerd.

#### CovidSafeBE-app
Met deze gratis app voor iOS en Android (ook oudere versies) kan men certificaten downloaden en offline bewaren. Ouders kunnen tevens de certificaten van hun kinderen opvragen.
Voor organisatoren en instanties die het COVID Safe Ticket willen controleren, is er de – vrij te downloaden – app CovidScanBE

### Andere landen
In China werd door de regering een app ingezet die uitgevoerd werd op de platforms Alipay en WeChat. Gebruikers kregen persoonlijke kleurcodes op basis van hun gezondheidsstatus en reisgeschiedenis. Sommige restaurants, winkels, hotels en andere vestigingen vragen klanten om deze kleurcodes te tonen voordat ze naar binnen mogen. De app werd begin februari 2020 geïntroduceerd.
In Singapore is sinds 20 maart 2020 de app TraceTogether in gebruik. De app werkt via bluetooth en is niet verplicht.
Het ministerie van Volksgezondheid in Tsjechië heeft in samenwerking met een IT-bedrijf een app gelanceerd genaamd eRouška die lijkt op de gebruikte app in Singapore. De app verscheen voor het eerst op 24 maart 2020.
In Ghana werd op 12 april 2020 door de overheid de app GH COVID-19 Tracker geïntroduceerd. Noord-Macedonië lanceerde op 13 april 2020 "StopKorona!"
Noorwegen lanceerde op 16 april 2020 de 'Smittestopp-app'. De app helpt om de effecten van de lockdown maatregelen te evalueren, door met de verkregen GPS-data het bewegingsgedrag van alle gebruikers in kaart te brengen,  Bovendien kunnen gebruikers ervoor kiezen om gealarmeerd te worden, wanneer ze blijkens de Bluetooth waarnemingen langer dan 15 minuten in de nabijheid zijn geweest van een Covid-19 verspreider. Een maand na invoering zijn er ongeveer 650.000 actieve gebruikers geregistreerd.

## Kritiek
Organisaties en deskundigen, waaronder Bits of Freedom en Platform Burgerrechten, wezen op bezwaren voor het introduceren van een corona-app in Nederland. De kritiek ging voornamelijk over maatschappelijke impact, functionaliteit, privacy en het haastige selectie- en ontwikkelingsproces.
Het voorgestelde gebruik van bluetooth heeft nadelen:
- Alleen de contacten op een bepaald tijdpunt kunnen worden gesignaleerd. Besmetting kan echter ook met enige tijdsverschil plaatsvinden, via besmette oppervlakken of door het na elkaar gebruiken van dezelfde liftcabine.
- Het radiosignaal kan afscheidingen, zoals ruiten, deuren en muren, niet detecteren en zo kan een vals alarm ontstaan.
- De technologie functioneert alleen op relatief nieuwe smartphones en alleen met het iOS- of Android-besturingssysteem.
- In metalen ruimtes, zoals in het openbaar vervoer gebruikelijk, is door reflecties van radiosignalen de detectie maar beperkt werkzaam.

Hoewel de app als open source en dus onafhankelijk controleerbaar kan worden gepubliceerd, is het besturingssysteem met zijn wijzigingen ten behoeve van de app dat niet. De producenten Apple en Google hebben daarom beloofd de nieuwe technologie niet voor andere doelen te gebruiken.
Uiteraard is een COVID-19-app alleen functioneel wanneer een wezenlijk deel van de bevolking deze daadwerkelijk laat lopen op de meegedragen smartphone.